# Impatiens microcentra
Impatiens microcentra är en balsaminväxtart som beskrevs av Hand.-mazz. Impatiens microcentra ingår i släktet balsaminer, och familjen balsaminväxter. Inga underarter finns listade i Catalogue of Life.